# Pulveroboletus ridleyi
Pulveroboletus ridleyi är en svampart som först beskrevs av George Edward Massee, och fick sitt nu gällande namn av Watling 2000. Pulveroboletus ridleyi ingår i släktet Pulveroboletus och familjen Boletaceae.   Inga underarter finns listade i Catalogue of Life.